# Onda acustica di superficie
Un'onda acustica di superficie (in inglese surface acoustic wave, o SAW) è un'onda acustica che viaggia sulla superficie di un materiale avente una certa elasticità, con un'ampiezza che, tipicamente, subisce un decadimento esponenziale all'interno del mezzo. Questo tipo di onda è di uso comune nei cosiddetti dispositivi SAW all'interno dei circuiti elettronici. Dispositivi di questo tipo sono utilizzati come filtri, oscillatori e trasformatori basati sulla trasduzione di onde acustiche. In questo processo, la trasformazione dell'energia elettrica in energia meccanica (attraverso le SAW) è ottenuta grazie all'impiego di materiali piezoelettrici.
Furono scoperte nel 1885 da Lord Rayleigh, che rivelò i modi di propagazione di un'onda acustica di superficie e, nei suoi scritti più noti, predisse le proprietà di queste onde. Prendendo il nome dal loro scopritore, le onde di Rayleigh hanno una componente longitudinale e trasversale che può dare accoppiamento con un mezzo in contatto con la superficie del dispositivo. Questo accoppiamento influisce molto sull'ampiezza e la velocità dell'onda, permettendo ai sensori SAW di acquisire direttamente le caratteristiche meccaniche.
I dispositivi elettronici che utilizzano la tecnologia SAW si servono di uno o più trasduttori interdigitali o (IDT) che convertono l'onda acustica in segnale elettrico e viceversa, utilizzando l'effetto piezoelettrico di un opportuno materiale (ad es. quarzo, niobato di litio, tantalato di litio, silicato di lantano-gallio, etc.). Questi dispositivi vengono realizzati attraverso fotolitografia, il processo usato nella lavorazione dei circuiti integrati al silicio.
I filtri SAW sono spesso usati nei telefoni cellulari e garantiscono vantaggi significativi per quello che riguarda le performance, i costi e le dimensioni, rispetto ad altre tecnologie di filtri come cristalli al quarzo, filtri LC e filtri a guida d'onda.
Ricerche importanti sono state effettuate negli ultimi vent'anni nel settore dei sensori SAW.
Le applicazioni dei sensori abbracciano tutti gli ambiti: esistono sensori chimici, ottici, termici, di pressione, di accelerazione, di torsione e biologici).
I sensori SAW vantano per il momento un limitato successo commerciale, ma trovano impiego nel grande mercato per alcune applicazioni,  come gli schermi touch screen.
In sismologia, le onde acustiche di superficie lungo la superficie terrestre giocano un ruolo fondamentale; esse, infatti, possono essere il tipo più distruttivo di onde sismiche prodotte da terremoti.